# 托明阿
托明阿（？—1865年）是晚清将领，棟鄂氏，满洲正红旗人。
1844年擢升為四川提督，以病去职。1847年，出任乌鲁木齐提督、陝西提督。后调任绥远城将军。1853年在绥远城将军任内，率兵至滁州追袭太平天国北伐军至黄河以北，负伤解职。次年任江北大营钦差大臣，至扬州督办军务。1856年4月太平军进攻江北大营、攻克扬州，清军战败他被革职。1858年予头等待卫，后又任直隶提督、西安将军。1860年随胜保抵抗英法联军，后伤病退职。